# Историја Србије у средњем веку
Средњовековна Србија обухвата период од прве половине 7. до друге половине 15. века нове ере.

## Досељавање Срба на Балкан
Стални варварски напади на Источно римско царство (Византију) трајали су од 4. века. Наука није поуздано утврдила који су све народи учествовали у појединим нападима тих варвара. Писани извори говоре о нападима Хуна, Скита, Гота, Прабугара и других. Претпоставља се да су у неким од тих напада учествовали и Словени. Према сачуваним писаним изворима самостални напади Словена на Византију почињу од 6. века и трају око једног века. Завршили су се тако што су Словени населили већи део Балканског полуострва у првој половини 7. века и ту почели да стварају своје државе.
Почетком 6. века за време владавине Јустина I (518—527) први пут се спомиње један напад који су несумњиво извршили Словени, односно они се тада спомињу под именом Анти. Анти су били део Словена који је живео у степама североисточно од ушћа Дунава, између река Дњепар и Дњестар. Војска Византије од цара Јустинијана I (527—565) наставила је неколико деценија да се супроставља пљачкашким преласцима Словена на леву обалу Дунава, то јест на територију Византије. Тако се на доњем току Дунава у 6. веку још држала стара римска граница, лимес. Као византијски плаћеници неки Словени су као коњица чак ратовали и против Гота у Италији у време Јустинијанове владавине.
Византијски писци су записали да су половином 6. века Словени (Склавини) жестоко пљачкали Византију. У тим великим нападима војске Словена су допрле до самог Цариграда на истоку, а на западу су опљачкале Далмацију. Тада је забележено и да су после једног похода Словени остали да проведу зиму 550—551. на тлу Византије. То је изгледа показало жељу Словена да се населе на Балкану, а не само да га пљачкају. Убрзо после тога 558. године појавили су се и Авари, прво као савезници, а затим као нови непријатељи Византије. Дуготрајни отворени сукоб Авара и Византије почео је 579. нападом Авара на Сирмијум, а затим Сингидунум и Виминацијум. Приближно од почетка дуготрајне аварско-словенске опсаде Сирмијума, Словени су три године убијајући и пљачкајући боравили на тлу Византије. То је јасно показало жељу Словена да трајно преузму територије Византије и населе се на Балкану. У другој половини 6. века заједнички аварско-склавински одреди пљачкали су по Тракији, Македонији и угрожавали Солун.
Византијски цар Маврикије (582—602) одлучио је да организује велики рат и заустави Словенске преласке јужно од Дунава. Тзв. Подунавска експедиција (592—602) завршила се поразом Византије. Тај пораз се завршио побуном у Византији и насилним смењивањем цара Маврикија. Почетком 7. века византијски извори бележе да је народ Словена пустошио Тесалију, Хеладу, Ахају, Епир, па чак прелазио и на острва у Егејском мору и у Малу Азију. Од тада се код византијских писаца појављују и појединачна имена словенских племена која су насељавала подручја око Солуна, Тесалију и друге пределе. Велике нападе Словени су вршили на Солун од 614. године, а у тим нападима учествовала су словенска племена Драгувита, Сагудата, Велегезита, Вајунита и Верзита. Врхунац напада Авара и Словена на Византију била је њихова заједничка опсада Цариграда крајем јула и у августу 626. године, али тај напад је био кобан по Аваре. Они су поражени и убрзо су почели њихови сукоби са Словенима, али и унутараварски сукоби који су довели до распада Аварског каганата у Панонској низији око 630. Од тада словенска племена самостално насељавају Балканско полуострво и одузимају територије од Византије. Подручја која су Словени населили византијски извори називају "Склавиније". То су некакве територијално уређене заједнице Словена и можда су почеци словенских кнежевина.
У завршном периоду насељавања Словена на Балкан, из данашње источне Немачке и Чешке око 631. године се доселио и већи племенски савез Срба. Како је касније забележио цар Константин VII Порфирогенит у време цара Ираклија (610—641) доселили су се и Срби на Балкан. Он је записао да су се Срби прво населили код Солуна а да се по њима назвала Сервија, западно од Солуна. Он пише како су Срби били незадовољни и отишли су на север до Дунава, а затим су се предомислили и поново по одобрењу цара Ираклија населили опустеле пределе на Балкану у којима живе и у његово време у 10. веку.
Из писања Константина VII Порфирогенита види се да је Северна Србија наставила да постоји северније од Мађарске после сеобе дела Срба на југ на Балкан. После 631/632. године постојање Северне Србије у време цара Карла Великог потврђују други писани извори који говоре о Србима на истоку данашње Немачке и у северозападној Чешкој.

## Српске државе у раном средњем веку
После словенског насељавања, долазак Прабугара на Балканско полуострво имао је трајне историјске последице на живот Византије и Срба. Несловенски преци Бугара, који се у науци зову Прабугари, номади и коњаници, прешли су Дунав 680. године и на територији између Дунава и планине Балкана наметнули се као господари словенском становништву које је живело у осам племенских области. Стапање словенског и прабугарског живља текло је брзо, и чини се без посебних препрека. Њихова држава већ у другој половини 8. века ширила се на југ, тежећи да се прошири на словенско становништво, које је живело у Тракији. Полувековни бугарско-византијски рат, вођен са променљивом срећом, усталио је границу између ове две државе.
Поред тога бугарска држава ширила се и на запад, а најкасније у првој половини 9. века Бугари почињу да се сукобљавају око територија са Србима. Према једном мишљењу напади Бугара утицали су на чвршће повезивање српских племена око владара племенског савеза и на стварање прве српске државе, а српска држава је створена можда средином 9. века. Насупрот томе, постоји мишљење да је пресуднији утицај на стварање прве државе код Срба извршила у то време најбоље уређена европска држава Византија, а не тек настала и држава Бугара. Према том писању Срби су створили државу на Балканском полуострву до средине 7. века, а вођа досељавања Срба постао је први владар те државе.

### Кнежевина Србија током 9. и 10. века
О најранијем животу Срба у централним областима Балканског полуострва веома мало се зна. Они су дошли као племенски савез и обично се мисли да су тако живели до средине 9. века, али постоји и мишљење по коме је племенски савез до средине 7. века претворен у државу. Владарски син који је довео Србе на Балкан, а чије име Константин VII Порфирогенит није записао и зато се он често наводи као непознати кнез умро је према истом извору пре доласка Прабугара (тј. пре 680. године). После њега српским племенима владали су његов син, унук, па редом архонти од истог рода. Порфирогенитово архонти се обично преводи као кнежеви. Том владарском роду припадали су и Порфирогениту најранији по имену познати српски владари: Вишеслав, Радослав, Просигој и Властимир.
Према истом византијском извору из 10. века, Бугари и Срби су живели мирно, покоравајући се царевима Византије, све док бугарски кнез Пресијан није напао српског кнеза Властимира. Рат је трајао три године. Свакако је био у време владавине Пресијама између 836. и 852. године и у њему је бугарски кнез изгубио „већину своје војске”. То говори о снази Властимирове војске и државе за коју се зна да је обухватала и делове данашње Херцеговине. Управо за владавину Властимира се најчешће мисли да је то време када је завршено претварање племенског савеза Срба у државу.
Кнеза Властимира су наследили синови: Мутимир, Стројимир и Гојник. И они су имали да издрже бугарски напад. Бугарску војску је можда предводио Владимир, син кнеза Бориса. Бугари нису имали успеха у том рату и Владимир са дванаест бугарских велможа (бољара) пао је у српско заробљеништво. Српски владар их је ослободио и после тога је завладао мир. Кнез Мутимир владао је до око 891. године. То је доба када је Византија била још јака и када је држала целу источну јадранску обалу. Власт византијског цара и даље су признавали словенски кнежеви, а то се доказује тиме што су они, као византијски савезници, ратовали у јужној Италији.
Више од два века историје прве српске државе, који почињу од владавине Властимира (у првој половини 9. века), обележили су прво успешни ратови Властимира и његових синова против Бугара, а после тога од краја 9. века у унутрашње сукобе Мутимирових потомака, то јест синова (Прибислава, Брана, Стефана); унука Петра (Гојниковог сина), Клонимира (Стројимировог сина), Павла (Брановог сина), Захарија (Прибислављевог сина) и праунука Часлава (Клонимировог сина) за врховну власт у Србији мешали су се Бугари и Византија. Бугарска и Византија су настојале да поставе себи наклоњене особе на место владара у Србији и тако прошире свој утицај.
Током тог периода владавина Петра Гојниковића (од око 892. до 917. или 918) била је један од дужих периода у којима је српски владар успевао да сачува своју државу, али се завршила тако што је Симеон (893—927) послао бугарску војску која је на превару заробила кнеза Петра, а на власт поставила кнеза Павла Брановића. Разочаран непослушношћу владара Србије које је постављао, цар Симеон је освојио Србију и припојио је Бугарској вероватно 924. Цар Симеон је умро у мају 927. и Србија се убрзо ослободила вероватно исте 927. или 928. под владавином Часлава. Дошло је до обнове српске државе а српски кнез је према Константину VII Порфирогениту био штићеник византијског цара. Пре владавине Часлава одређивање граница Србије једва да је могуће. Западна граница Часлављеве државе долазила је до жупа Плива, Ливно и Имота, а северна је обухватала и данашње подручје града Тузла, то јест била је јужније од Саве. Не може се поуздано утврдити где је источна граница прелазила преко Западне Мораве и ишла према Расу. На југу приморје од Котора до ушћа Цетине са острвима Брач, Хвар и Корчула вероватно је било део Србије. Часлав је погинуо у борби против Мађара на северу своје државе обично се процењује да се то догодило око 950. године, јер је у то време Константин VII Порфирогенит писао своје дело у коме спомиње Часлава као још живог владара. Са смрћу Часлава изумрла је и прва владарска породица, то јест њена непосредна мушка линија наследника, код балканских Срба.

### Покрштавање Срба
У време насељавања на Балканско полуострво у VI и VII веку Срби су били многобошци уверени у надмоћност својих богова. Перун је био господар громова и врховни бог свих Словена, а Световид је био врховни племенски бог Словена између Лабе и Балтичког мора (и Срба) заштитник земљорадника, али и вођа Срба у рату. Прва фаза христијанизације Срба веома је мало позната. Претпоставља се да су први мисионари међу Србе долазили од 7. века из приморских хришћанских средишта и да су употребљавали латински језик. Срби их нису много разумели и зато први хришћански мисионари нису постизали већи успех. Према Порфирогениту цар Ираклије (610—641) када је населио Србе на Балкан покрстио их је пославши свештенике из Рима. Ово прво покрштавање се није догодило, или није оставило дубљег трага.
Појединачних случајева покрштавања свакако је било. Тек у првој половини 9. века знамо за неке старешине Срба које су прихватале хришћанство. Неки старешина Срба Неретљана (Пагањана) примио је хришћанство док је преговарао са Венецијанцима око 830. Мисија Методија и Константина (у монаштву Ћирила) и њихових ученика на словенском омогућила је већи успех покрштавања Словена. Тада, у време владавине Мутимира у другој половини 9. века Срби су примили хришћанство. Као најважнија потврда за то се узима појава првих хришћанских светачких имена код Срба. Зна се да су Властимирови унуци добили имена: Стефан (Мутимиров син) и Петар (Гојников син). Они су вероватно рођени између 867. и 873. године, то јест када је дошло до покрштавања владарске породице код Срба. У то време су као мисионари међу Србе долазили и ученици Ћирила и Методија. А папа Јован VIII је после покрштавања српског владарског рода послао 873. писмо српском владару Мутимиру у коме га позива да се са народом потчини Панонској дијецези, којом је управљао архиепископ Методије.
Када је хришћанство примио владајући слој Срба и њима ближи део обичних људи, велики део становништва дуго је задржао своју стару словенску паганску религију. Нешо од старе (паганске) вере остало је стопљено са хришћанством код Срба. Претпоставља се да су настанак и празновање породичног празника „славе“ - код Срба, у ствари измењени облици старог поштовања предака (култ предака). Вероватно је то измирење паганског веровања и нове хришћанске религије сасвим прихваћено тек за време св. Саве и оно се односило на вернике аутокефалне Српске архиепископије основане 1219. године.

## Србија током 11. и 12. века
Неколико деценије после смрти Часлава Србија је сачувала самосталност. Крај самосталности Србије приближио се 976. године када је у западној Македонији почео устанак против Византије. После брзе смрти три брата, преостали Самуило је успео да обнови Бугарско царство. Ширећи своју власт и на север, Самуило је своме царству вероватно последњих година 10. века припојио Зету и Србију. Самуило је у српским кнежевинама изглед настојао да као српским земљама као управнике постави чланове ранијих владарских породица. Византија је водила дуготрајни рат против Самуиловог царства. Цар Василије II Бугароубица однео је одлучујућу победу против цара Самуила на Беласици у јулу 1014. После неколико година, када је коначно уништено царство које је створио Самуило и српске земље, које су биле у њему Рашка, Захумље и Дукља, постале су део Византије 1018.

### Успон државе Војислављевића
Након тога Словени у српским земљама подигли су неколико побуна у намери да се ослободе вазалног односа према Византији у 11. веку. Брзо се ослободила Зета. У њој је Стефан Војислав после две побуне између 1036. и 1042. успео да протера Византинце. Према писању попа Дукљанина о побуну Стефана Војислава стиче се утисак да је већ око 1042. у српским земљама уместо непосредне власти Византије постојала управа преко домаћих старешина који су били вазали цара. Зета се потпуно ослободила и наступио је период у коме је она постала средишња област окупљања Срба. Насупрот томе, побуне у Поморављу и Рашкој биле су угушене, а Срби у Рашкој су морали прихватати да признају вероватно само врховну власт византијског цара до владавине краља Константина Бодина.
После пораза Византије од Нормана код Драча 1081. године, зетски краљ Константин Бодин могао је да прошири своју власти у унутрашњости Балканског полуострва. У Летопису попа Дукљанина пише да је Бодин освојио Рашку и Босну. У Рашкој је поставио за жупане два своја дворјанина Вукана и Марка (вероватно браћа), а у Босни је за управника поставио кнеза Стевана. Према писању Дукљанина, Бодин је од њих узео заклетве верности.

### Великожупанска Србија
Када је Константин Бодин поражен од Византије вероватно 1090. наставио је да влада у Зети, али је његов углед био мањи. Можда је наставио да влада Зетом као византијски вазал. У Рашкој се осамосталио од Зете жупан Вукан. Он је покушао да самовољно ратује са Византијом. Ушао је у Липљана и спалио га 1093. Против Рашке је дошао цар Алексије I и Вукан је понудио признавање цареве врховне власти. После годину дана Вукан је поново упао у Византију и стигао на југу да опустоши области Врања, Скопља и Полога. Алексије I морао је лично доћи у Липљану 1094. године да умири Србе. Вукан је поново обећао послушност цару, а као гаранцију верности предао је таоце, међу њима и два своја синовца, Уроша и Стефана Вукана. Рашка је поново постала вазал владара Византије.
Наследници Вукана и његовог брата Марка покушавали су уз подршку Угарске да се осамостале у време византијско-угарског рата (1127—1129) и напали су тврђаву Рас, али нису успели да се осамостале. Српски жупани су наставили са покушајима да се осамостале од Византије. Зато је рат против цара Манојла I Комнина водио српски велики жупан Урош II, вероватно унук Вукановог брата жупана Марка. Византијски цар је главну победу однео на реци Тари (1150. године). Тада је наметнуо српском жупану двоструко већи обавезе покорности него пре. Терет који су вазали преузимали према византијском цару првенствено се односио на слање помоћне војске у ратове које је Византија водила, а после битке на Тари велики жупан је морао послати 500 уместо ранијих 300 војника цару када ратује у Азији. У ратовима у Европи Срби су цару морали послати 2.000 војника.
Наследник Уроша II на престолу, његов брат Деса, такође је покушавао да се ослободи вазалских обавеза према Византији. У том циљу настојао је да обезбеди и помоћ угарског и немачког владара, али га је управо то коштало владарског трона. Византинци су га заробили као издајника и одвели у Цариград. Изгледа да је касније, он некако успео да се врати у земљу. Постоји податак да је умро у Требињу и да је сахрањен у манастиру Св. Петра у Пољу.

### Почетак династије Немањића
У време византијско-угарског рата код Земуна 1165. године уз Византинце су ратовали и Срби. Нема спомињања Стефана Немање и његове браће у тој вазалној војсци Манојла I Комнина, али су вероватно били у њој. Није јасно да ли је Србе водио велики жупан Деса. Он је те године вероватно смењен, а велики жупан у Рашкој је постао Тихомир старији брат Стефана Немање, родоначелника династије Немањића. Тихомир и Немања су изгледа били потомци великог жупана Вукана, или Стефана Вукана, али свакако су били блиски сродници претходних великих жупана Рашке. Стефан Немања се родио у Рибници (Зета), где је његов отац Завида избегао са породицом због сукоба са сродницима око власти. Обично се према, писању Првовенчаног, наводи да су Немању крстили најпре латински, а по одласку у Рас, у цркви Св. Петра и Павла православни свештеници.
У време када је Тихомир, Немањин најстарији брат био рашки велики жупан, Немања I је био обласни господар. Управљао је Топлицом, Ибром, Расином и Реке. После сусрета са византијским царем Манојлом I Комнином, Немања I је добио на дар Дубочицу (област око Лесковца). Како се то често дешава када је у питању деоба власти међу браћом, великим жупаном и обласним господарима, појавило се озбиљно неслагање.
Архангел Михаило је заштитник лозе Немањића.

### Велики жупан Стефан Немања
Стефан Немања није желео да његов старији брат трајно остане велики жупан. Подигао је побуну против Тихомира и постао велики жупан крајем 1165. или 1166. године. Да би задржао великожупанску власт морао је још једном да порази војску браће Тихомира, Страцимира и Мирослава, које су помагали и Византинци. Са великожупанског места Немања је, као и његови претходници, настојао да се ослободи потчињености Византији. Учинило му се да византијско-млетачки рат 1171—1172. године пружа за то погодну прилику. Међутим, рат је срећно окончан по Византију, што је омогућило цару Манојлу I да изврши поход на Србију. Немања је избегавао отворени рат и преговарао је са царем. Обећао је цару верност у испуњавању вазалних обавеза, али је био одведен да, као заробљеник, у Цариграду украси царев тријумф. Цар му је допустио да се врати у Рашку и њоме управља као велики жупан, а он је остао лојалан цару Манојлу I до његове смрти 1180.
После смрти цара Манојла I Византија је запала у унутрашње сукобе око власти што су искористили њени северни суседи, па и Немања. Угари су у зиму 1180-1181. преотели Далмацију и Срем од Византије, а од 1183. године у савезу са њима и Стефан Немања је ширио своју државу.
До почетка 1186. изгледа да је освојио Дукљу са приморским градовима: Дањ, Сарда, Дриваст, Скадар, Свач, Улцињ, Бар и Котор. У Захумљу је као његов намесник управљао кнез Мирослав, Немањин брат, а за њега је касније написано чувено Мирослављево јеванђеље. Кнез Мирослав је покушао освојити и Дубровник, али није успео. Сукоб са Дубровником је завршен потписивањем мировног уговора 27. септембра 1186. којим су уређена питања територија и трговине.
Даље ширење своје државе Немања је усмерио на југ. До 1190. године освојио је Метохију (Патково, Хвосно, Подримље, Кострц, Драшковина) с призренском облашћу, затим Косово (Лаб, Липљан, Ситница), Скопље и територију на горњем току Вардара (Горњи и Доњи Полог). На истоку Немања је припојио својој држави земље око Ђуниса (Загрлата), Ниш, Дубочицу, Врање и Мораву (Биначка Морава). Под његову контролу дошла је и територија између Западне и Велике Мораве (Левач, Белица, Лепеница). Немањина држава излазила је на Јадранско море од данашњег Омиша, на северу до Љеша, на југу. Немањин биограф, његов син Стефан Првовенчани наводи да је Немања I освојио и византијске градове Перник, Землн (Земен), Велбужд (Ћустендил), Житомиск и Стоб.
Византијски цар Исак II Анђео је успео да порази Немању на Морави 1190. године, али и поред победе повратио је само мањи део територија, са Нишом, које је велики жупан раније у рату освојио. Србији је остала већина освојених територија а важно је било и што се Србија ослободила вазалних обавеза према византијском цару.
После две деценије борбе за независност против Византије Стефан Немања је упркос једном поразу 1190. стварно био победник у рату. Добио је независност Србије и неколико последњих година владавине провео је у миру са Византијом као њен савезник, а власти се одрекао 25. 3. 1196.

## Краљевина Србија
Немања се замонашио 25. марта 1196. под именом Симеон у Студеници, а после се придружио сину Сави на Светој гори где су подигли манастир Хиландар. Оснивач династије Немањића ту је и окончао овоземаљски живот. Убрзо после његове смрти, од почетка 13. века владарима из династије Немањића оновременици су почели приписивати својства хришћанских светаца. Најпре је створен култ Светог Симеона и његовог сина Светог Саве. И један и други убрајају се у најистакнутије државнике српске прошлости. Свети Симеон, Немања је био родоначелник династије Немањића и оснивач најпознатије Српске средњовековне државе, а Растко, Сава је био оснивач самосталне српске цркве и њен први архиепископ. Уздизање Стефана Немање и архиепископа Саве у ред светитеља користило је Немањиним наследницима на српском престолу. Овим чином ударени су темељи дугој владавини Немањића. Црквени култ, односно поштовање Стефана Немање и архиепископа Саве као светитеља, преносило се на цео владарски род Немањића. Истицало се да владари из ове династије воде порекло од „ светородног корена". Зато се династија Немањића назива светородном. Српским земљама Немањићи су владали више од два века. Велики жупан Стефан Немања почео је да влада 1166. године, а цар Урош Нејаки, последњи владар из династије Немањића, умро је 1371. године.
Средњовековна Србија је са све три стране окруживала Дубровачку републику. Дубровчани Србију тог времена називају Склавонија, Славонија, Словинска земља.

### Стефан Првовенчани
У време склапања мира са Византијом 1190. године, договорено је да Стефан Првовенчани, средњи син великог жупана Стефана Немање, склопи брак са византијском принцезом Евдокијом Анђео. Он је, као зет византијске царске породице, добио високо византијско дворско звање „севастократора”, а вероватно је тада одређен и за наследника престола у Србији. После тога у априлу 1195. таст Првовенчаног постао је цар, а вероватно у марту 1196. Стефан Немања је сазвао сабор на коме се добровољно повукао са владарског престола. Опис тог догађаја оставио је Сава I Немањић у Студеничком типику. 

„... изабра племенитог и драгог сина Стефана Немању, зета Богом венчанога кир-Алексија, цара грчкога, …“

Свети Сава I Немањић, 
Тако је престо припао Првовенчаном, а његов старији брат Вукан је остао да управља као кнез удеоном облашћу Зетом (Дукљом).
Када је Стефан Немања II Немањић преузео власт у Србији, приближавао се велики преокрет у историји читавог Балканског полуострва. Ту прекретницу је најјасније означило разбијање Византијског царства од стране крсташа са запада у IV крсташком рату 1204. године и стварање неколико нових држава на тлу нестале старе империје. То је променио однос снага међу државама на југоистоку Европе. Цео Балкан поделио се на два сукобљена света. С једне стране биле су оне државе које су припадале византијској цивилизацији (Србија, Бугарска и новостворене грчке државе), а са друге стране налазиле су се у почетку победничке државе латинских крсташа и Венеција. Из те привремене победе латина и Венеције настала је и прозападна политика Стефана Првовенчаног, а важан корак у његовом приближавању западу била је друга женидба, а која се изгледа догодила 1216. или 1217. Тако се српски велики жупан оженио венецијанском принцезом Аном Дандоло. Као и његов први брак са византијском принцезом Евдокијом Анђео и друга женидба Аном Дандоло настала је првенствено да се браком ојачају политичке везе и савези.
Велики жупан Првовенчани, је после смрти оца дошао у сукоб са старијим братом Вуканом, који је управљао у Зети. У том сукобу Првовенчани је привремено био збачен са власти 1202. или 1203. године. Старији, Вукан је био велики жупан до 1204. или 1205. године, али Првовенчани је успео да се врати на престо. После тога он је постепено учвршћивао своју средишњу власт и јачао Србију. Важан догађај у том процесу догодио се у фебруару 1208. Тада је Сава донео са из Хиландара земне остатке Светог Симеона и над очевим посмртним ковчегом потпуно и коначно измирио браћу Првовенчаног и Вукана. Врхунац јачања државе Стефана Првовенчаног је показала одлука римског папе да српском владару пошаље краљевску круну.
Први покушај Првовенчаног да од римског папе Иноћентија III добије краљевску круну није успео око 1200. Ипак, његова упорност се исплатила и после избора новог папе Хонорија III 1216. године, брат српског великог жупана Сава послао је у Рим свог ученика Методија. Методије је убедио папу да пошаље краљевску круну за владара Србије. Нема јединства у описима крунисања које су оставили савременици. Већина истраживача мисли да је Стефан Првовенчани крунисан краљевском круном на сабору 1217. године а да је то крунисање извршио високи представник папе који је круну донео. Данас већина српских историчара прихвата овај опис као уверљив и позива се првенствено на писање архиђакона Томе Сплићанина.
Према детаљнијем опису крунисања који је оставио Доментијан Хиландарац, сам Сава је прво постао архиепископ, па крунисао свога брата Првовенчаног у манастиру Жичи. Сава је архиепископ постао 1219. и из Доментијановог описа изгледа да је брата крунисао крајем 1219. или почетком 1220. Стефан Немања II постао је први српски краљ из династије Немањић. Зато се после у средњовековним изворима уз заједничко владарско име Стефан он кратко описивао као „првовенчани краљ”, а од тога је настао надимак Првовенчани под који је данас најпознатији.

### Аутокефалност Српске православне цркве
Догађај који је имао још пресуднији значај од проглашења Србије за краљевину, било је стварање српске аутокефалне (самосталне) православне цркве. Кључну улогу у овој можда најдалекосежнијој одлуци у српској историји имао је Сава Немањић. Године 1219. Сава одлази у Никеју. Од византијског цара Теодора I Ласкариса и патријарха Манојла Сарантена Харитопула успева да добије благослов за самосталну српску цркву. То је значило да српски епископи стичу право да бирају свог архиепископа. Први српски архиепископ постао је Сава у пролеће 1219. године. Он је поставио темеље српског православља и у духовном и у организационом смислу. То православље познајемо и прихватамо и у данашње време.
Сава је урадио велики посао у учвршћивању организације српске државе и цркве, па је у ту сврху саставио први устав у Србији и у Европи - Законоправило. Законоправило светог Саве из 1219. године је било први српски устав. Законоправило. је уређивало велику област друштвених односа, како црквених тако и грађанских Део Законоправила који се односио на црквено право сачињавали су: Синопсис Стефана Ефеског, Номоканон Јована Схоластика, Номоканон у 14 наслова, Правила светих апостола, Правила светих отаца, Одлуке Васељенских и Помесних сабора и Мојсијево законодавство (3. и 5. књига Мојсијева). Део који се односио на Грађанско право сачињавали су: Изводи из Новела Јустинијанових (око 550), правни зборник који је саставио Јован Схоластик, Collectio tripartita, збирка закона из Јустинијановог законодавства и Прохирон (Закон градски) из 879. године, зборник византијског грађанског, кривичног и процесног права. Пресађивањем (рецепцијом) римско-византијског права Србија је постала саставни део европске и хришћанске цивилизације.

### Краљ Стефан Радослав
После смрти првог српског краља, Стефана Првовенчаног вероватно 1227. на српски престо је дошао његов старији син Стефан Радослав, по изричитој очевој вољи. Његова кратка владавина (1227—1233) била је испуњена унутрашњим неспоразумима и борбама. Стефан Радослав је био син једне грчке принцезе Евдокије, а муж друге Ане, кћерке моћног епирског деспота Теодора I Анђела, који се касније крунисао за цара. Зато је разумљиво да је био наклоњен Грцима. Изгледа да део српске властеле није са одобравањем прихватио прогрчког краља који се поносно потписивао и грчким презименом Дука и тражио савете за канонска питања од Грка охридског архиепископа, иако је поред себе имао стрица Саву који је такође био архиепископ и који га је крунисао за краља.
Радославов главни заштитник, цар Теодор I Анђео је погинуо 1230. у сукобу са Бугарима. Од тада је јачало незадовољство српске властеле владавином прогрчког краља Стефана Радослава. То се завршило тако што је Стефан Радослав збачен са престола вероватно крајем 1233. године, а српска властела је на његово место поставила његовог млађег брата Стефана Владислава I. Збачени Радослав је прво напустио Србију. Али се после боравка у Дубровнику и Епиру убрзо вратио у Србију и замонашио, а кад је умро Сава га је сахранио у манастиру Студеници.

### Краљ Стефан Владислав I
Промена на српском престолу крајем 1233. била је последица унутрашњег незадовољства Стефаном Радославом, али и јачања утицаја моћног бугарског цара Јована (Ивана) Асена II. Зато је била праћена променом спољне политике Србије. Стефан Владислав I је ојачао своје везе са бугарским царем Јованом Асеном II тако што се оженио Белославом његовом кћерком. Убрзо после насилног збацивања Стефана Радослава и Сава је отишао са места српског архиепископа. На сабору у Жичи он се повукао остављајући своје место ученику Арсенију. Сава је напустио Србију и поново кренуо на Исток. Обишао је Палестину, Александрију и Никеју. Умро је у Трнову 14. јануара 1236. године. Уз велике муке и противљења Бугара, Стефан Владислав I је убедио свог таста Јована Асена II да Савине мошти врати у Србију и сахрани га у краљевском манастиру Милешеви идуће, 1237. године. Стефан Владислав I према Даниловом зборнику, краљевао је у своме отачаству 7 година. Ослоњена на Бугарску власт Стефана Владислава I је трајала колико и његов главни савезник. После смрти његовог таста Јована Асена II у јуну 1241. године, а пре почетка 1242. смењен је и Стефан Владислав I.

### Краљ Стефан Урош I
Српска властела која није желела прогрчког Стефана Радослава, није била много задовољнија ни пробугарским Стефаном Владиславом I. Она је још једном искористила прилику да покуша да се осамостали од суседа и сама одреди судбину престола и државе. Устала је против Стефана Владислава I, успела да га збаци и да доведе на власт трећег сина Стефана Првовенчаног, Стефана Уроша I. Све се то одиграло вероватно у другој половини 1241. године. На почетку његове владавине 1242. са обала Јадранског мора кроз Србију су пустошећи прошли Татари (Монголи). Они су преко Босне, Рашке и Бугарске отишли на северне обале Црног мора и одатле наставили да врше снажан утицај на балканске државе. Ипак, Татари су изгледа довели до великог привредног успона Србије. Бежећи од Татара део немачких рудара Саса се из Ердеља склонио у Србију и у њој довео до отварања великих рудника, повећања трговине и прихода српских владара.
Стефан Урош I је на челу српске краљевине према већини старих српских летописа остао 35 година. За све то време гледао је како се прилике на Балканском полуострву из основа мењају. Византија је обновљена 1261. године, а Угарска је наставила да врши велики утицај на Балкан. Србија је била је довољно велика држава са способним владаром да веће претње по своје територије избегне.
На почетку владавине склопио је споразум Дубровником, али су се тада успостављени добросуседски односи неколико пута нарушавали и поново успостављали. У два маха Стефан Урош I је и нападао град и на тај начин приморавао Дубровчане на поштовање раније преузетих обавеза према српском владару. У једном од сукоба средином 13. века Србији је већа опасност запретила од Бугарске која је склопила савез са Дубровником и напала Србију 1254. године, али и из тог рата Стефан Урош I се извукао без губитака, вероватно захваљујући помоћи из Угарске. 
У сукобу који се водио између владара из Епира и Никејског царства Стефан Урош I је прво стао на страну Епира, али када је никејски цар Михаило VIII Палеолог заузео Цариград и обновио Византијско царство српски краљ се покушао родбински повезати са њим.
У последњој деценији владавине Стефана Уроша I погоршали су се односи Србије и Угарске и дошло је до рата у коме српски краљ није био успешан. Према писању Мађара он је напао на Мачву крајем 1267. или 1268. године, али га је мачвански господар уз помоћ угарског краља Беле IV поразио и заробио. Српски краљ се морао откупити да би се вратио у своју краљевину. Као знак помирења после овог неуспеха, Урошев син Стефан Драгутин оженио се угарском принцезом Каталином, вероватно око 1270. године. Пред крај владавине Стефан Урош I је поново заратио са Дубровником 1275. године, али није располагао са довољно војске и опсадних справа да освоји град.Краљ Урош је ратовао и против Бугара и Кумана, који су 1252. године упали у Србију до Лима. Због напада Бугара и Кумана српска архиепископија је премештена из Жиче у сигурнију Пећ.

### Краљ Стефан Драгутин
Уз подршку Угарске Стефана Уроша I је збацио са престола његов старији син Стефан Драгутин, који је био дубоко незадовољан очевим неповерењем. Драгутин је упорно захтевао власт у једној области Србије. Будући да му отац никако није излазио у сусрет Драгутин је заратио са оцем и победио га на Гатачком пољу. Уз мајчин опрост, постао је српски краљ 1276. године. Поражени отац се замонашио и умро већ наредне године. Драгутин није дуго остао на власти. Пред крај његове владавине почео је велики рат са Византијом. Вероватно 1281. српска војска је продрла до града Сера. Али почетком следеће 1282. краљ је несрећно пао са коња код Јелача. Због тешког прелома ноге неко време није могао јахати и обављати владарске послове. Стефан Драгутин је био физички онеспособљен и разочаран. То је искористила незадовољна властела, која није хтела да чека да се владар опорави и поново предводити војску у освајања. Под тим притиском Стефан Драгутин је одступио са престола у корист свог млађег брата Милутина 1282. Свечана промена на српском трону и предаја симбола краљевске власти догодила се на сабору у Дежеву (владарев двор код Раса).
После предаје власти Драгутин је као властелин задржао велику област на северозападу Србије од Рудника до Прибоја на Лиму под својом управом. Између јуна и августа 1284. постао је и велики феудалац Угарске када је од угарског краља добио на управу Београд, Мачву, Соли и Усору. Тим областима је управљао до смрти у марту 1316.

### Краљ Стефан Урош II Милутин
Након смене на престолу 1282. са почетком владавине Стефана Уроша II Милутина дошла је до пуног израза привредна и војна снага Србије. Брз привредни развој од владавине краља Стефана Уроша I повећао је владареве приходе и омогућио српском краљу да држи велику плаћеничку војску. То је искористио Стефан Урош II Милутин и започео период највећих освајања у историји Србије. Тај период освајања је краткотрајно прекинула мирољубива владавина Стефана Уроша III Дечанског.
Најдужа владавина једног владара из династије Немањића била је управо Милутинова. Он је провео на трону скоро четрдесет година од 1282. до 1321. Можда је само Мутимир у средњовековној Србији владао дуже. На самом почетку, Стефан Урош II Милутин је испунио жеље властеле која га је довела на власт и наставио је рат против Византије. Већ 1282. преотео је Византији Скопље које ће постати једна од престоница српских владара. Када су Византинци 1283. упали у Србију до Призрена, браћа Стефан Урош II Милутин и Драгутин су их заједнички поразили и дошли до Свете горе. Рат на југу се наставио и у наредним годинама.
Браћа велики властелин Угарске и Србије Драгутин и краљ Србије Стефан Урош II Милутин су мање промишљено напали и област Браничева на северу. Око 1292. област Браничева су преотели од Бугара, али је то довело до рата са бугарским владарем Видина Шишманом. Када је Србија поразила и Шишмана и освојила Видин, запретила је опасност да буде нападнута од Шишмановог врховног господара Ногаја, који је владао Татарима северно од Црног мора. Да би избегао сукоб са њима Стефан Урош II Милутин је морао Татарима послати као таоца свога сина Стефана Уроша и постати њихов вазал. Србија је остала вазална до погибије татарског кана Ногаја 1299.
Ипак, на Балкану праве опасности за Србију није било. Византија је била поражена и морала је склопити мир 1299. по коме је Србији предала Македонију северно од линије Охрид – Прилеп – Штип. Да би успоставио трајнији мир са српским краљем византијски цар Андроник II је пристао да му пошаље своју кћерку Симониду за жену. То је био пети брак за Милутина.
Настојање Византије да потомци њихових принцеза које су удате за стране владаре преузму власт могла су бити један од узрока да дође до сукоба краља Стефана Уроша II Милутина са братом Драгутином. Сукоб је почео најкасније око 1301. и потрајао око десет година. Пред крај сукоба око 1310. већина српске властеле је прешла на страну бившег краља Драгутина, али је краљ Стефан Урош II Милутин захваљујући бројним плаћеницима успео да сачува власт. Браћа су се измирила око 1312. године, а 1313. заједнички су деловали против Шубића у Захумљу.
У време сукоба са братом, око 1308. краљ Стефан Урош II Милутин је сину Стефан Урош III дао управу над Зетом, али су се њихови односи погоршали и 1313. или 1314. син се побунио против оца. После победе, Стефан Урош II Милутин је наредио да његовог сина ослепе и пошаљу у Цариград. Стефан Урош III је са породицом тамо остао седам година.
Неколико година после помирења браће, Драгутин је умро 1316. Пред смрт сазвао сабор и на њему оставио своје области, на северу Србије и своје поседе у Угарској сину Владиславу II. Стефан Урош II Милутин то није желео да допусти и напао синовца, победио га, бацио у заточеништво и заузео Рудник, рударско насеље Липник, град Мачву и вероватно Београд. То је довело до рата између краља Стефана Уроша II Милутина и угарског краља Карла I Роберта. Прво је угарска војска продрла у Србију 1319. заузимајући све бивше Драгутинове поседе и продирући долином Колубаре. Али, угарски успеси били су кратког даха. У противудару Милутин је повратио део заузетих земаља који је раније припадао Краљевини Србији. Ипак у новом сукобу у пролеће 1320. Карло Роберт је успео да сачува Мачву под својом управом.
Стефан Урош II Милутин је у време почетка сукоба са Драгутином 1301. имао проблема и са Дубровником. Зато је наредио да се затворе Дубровчани који су били у Србији, али је већ 1302. дошло до измирења и српски краљ је издао Дубровнику једну повељу у којој даје повластице Дубровчанима који послују у Србији. Поново је до мањег сукоба са Дубровником дошло 1317—1318. Након склапања мира Дубровчани су могли поново слободно да послују у Србији.
Српски краљ је ширећи своју власт на подручју данашње Албаније је владао 1296. Драчом, али га је после неколико година предао Анжујцима краљевима Напуља. Један анонимни католички калуђер који је посетио Србију око 1308. убеђивао је у извештају владара Напуљ да може уз подршку католика из Албаније и приморја преотети приморске области краљу Стефану Урошу II Милутину кога је описивао као непопустљивог православца, али у свему другом превртљивца и развратника. Краљ Карло Напуљски тада није прихватио те савете, али касније је дошло до једне неуспешне побуне против српског краља у Албанији 1318/1319.
Међу највреднија и најтрајнија дела из дугогодишње власти краља Милутина спадају многе задужбине и цркве које је српски владар саградио. Ниједна крунисана глава породице Немањића није толико урадила да за собом остави градитељски и уметнички траг као Милутин.
Српска држава коју је за собом оставио Стефан Урош II Милутин је била значајно увећана, а према опису Византинаца и раскош на двору је била већа, али то није био врхунац успона српске државе Немањића. Он ће доћи тек средином четрнаестог века.
Последњих година владавине, Стефан Урош II Милутин је за наследника престола одредио свог сина Константина, али је 1320. или 1321. допустио повратак у Србију и "ослепљеном" Стефану Урошу III.  Стефан Урош II Милутин је умро на двору у Неродимљу 29. октобра 1321. године, а сахрањен је у својој задужбини Бањској.

### Краљ Стефан Урош III Дечански
У октобру 1321. када је умро краљ Стефан Урош II Милутин за престолонаследника је био одређен његов син Константин, али питање наследника није било решено. Пре него се власт новог краља учврстила, „неочекивано” се као претендент за круну појавио и, „ослепљени” старији син умрлог краља, Стефан Урош III. Властела којој је било наређено да га ослепи (1313. или 1314) то није потпуно урадила. Он се опоравио и после смрти оца могао је да објави да је чудом прогледао и да затражи да наследи краљевску власт. Поред тога и Драгутинов син Владислав II је успео да се ослободи и затражи за себе краљевску власт. Он се позивао на договор краља Стефана Драгутина и Милутина пре сабора у Дежеву 1282. године, изјављујући да је требало, по њему, да синови Драгутина наследе престо после Стефана Уроша II Милутина. Дошло је до рата за краљевску власт у Србији.
До почетка 1322. Стефан Урош III, доцније према манастиру Дечани назван Дечански, је успео да добије подршку већине властеле и представника цркве. Он је крунисан „од Бога дарованим венцем краљевства српског” 6. јануара 1322. године, а његов син Душан, истовремено, постао је „млади краљ”. Константин је био брзо поражен, а нови краљ је наредио и да га убију 1322. У честим борбама за власт међу Немањићима убиства поражених су била реткост. Стефан Урош III је дужу борбу морао водити против Стефана Владислава II, који је подршку имао на северу Србије и у Угарској. Краљ Стефан Урош III је победио рођака 1324. године, а Владислав II се повукао у Угарску.
После прве жене бугарске принцезе Теодоре, Стефан Урош III је узео око 1325. за другу жену Марију Палеолог, кћери паниперсеваста Јована, синовца византијског цара Андроника II. У византијском сукобу између деде и унука, Андроника II и Андроника III, Стефан Урош III је стао на страну свога таста. Иако је његов савезник поражен, српски краљ је изгледа тада успео да заузме Велес и Просек у данашњој Републици Македонији.
На западу Краљевине Србије одметнули су се Бранивојевићи, управници подручја Стона, Пељешца и ушћа Неретве. Они су поражени 1326. у сукобу са Босном и Дубровником. Тако је бан Степан II од Србије преотео долину Неретве, а Дубровчани су под своју власт ставили Стон и Пељешац. Стефан Урош III Дечански није ушао у рат са Босном, али је ратовао са Дубровачком републиком на југозападу. Крајем треће деценије четрнаестог века, он је повратио Стон, Пељешац и делове Хума.
Упркос помирљивости српског краља српској држави није било мира. Пред крај владавине Стефана Уроша III, снага Србије довела је до удруживања бугарског владара Михаила Шишмана и Андроника III. Док су се непријатељи кретали према Србији, Стефан Урош III изабрао је да пре њиховог спајања пресретне војску коју је водио цар Михаило Шишман. Битка код Велбужда, код реке Струме 28.7.1330. године између Срба и Бугара је решила рат. Бугари су до ногу потучени, а главу цара Михаила Шишмана изгледа да је одсекао сам млади краљ Душан. На вест о поразу Бугара, Андроник III повукао је своју војску, која је до тада била лако заузела део Македоније, јер при нападу није наишла на већу српску војску.
Иако је потпуно победио Бугаре и показао надмоћ Краљевине Србије на Балканском полуострву, Стефан Урош III није показао жељу да победу искористи и зато је створио бројне противнике међу властелом у својој држави. Српска властела му је највише замерала помирљив став према Византији и то објашњавала утицајем краљичиним, која се надала да ће српског краља наследити када одрасте њен син Симеон (Синиша), а не тадашњи престолонаследник, управник Зете и у боју код Велбужда прослављени Стефан Душан. Поред тога, никако нису могли да Стефану Урошу III опросте што им после велике победе код Велбужда није дозволио пљачку и територијално ширење на рачун Бугарске.

## Српско царство
После једне деценије без освајања српска властела је насилно довела на власт владара који ће јој омогућити стицање највећих велепоседа и ратног плена. Тако је 8. септембра 1331. започела скоро две и по деценије дуга владавина Стефана Уроша IV Душана. У том периоду средњовековна Србија ће доживети врхунац територијалног и правног развоја у Душановом српско-грчком царству. Српско царство је постојало мање од три деценије. После стварања убрзо се десило да се прогласе два цара, који су подели царство, а тиме допринели да брзо нестане после смрти његовог оснивача.

### Цар Стефан Урош IV Душан Силни
Млади краљ Стефан Душан и њему потчињена српска властела у Зети су решили да морају насилно сменити Стефана Уроша III, који није показао жељу за већим освајањима. Охрабрио их је и пример преврата у Бугарској у пролеће 1331. Тада је насилно проглашен за цара Јован (Иван) Александар, а победници су сменили царицу Ану (Немањић) и њеног сина цара Ивана Стефана, блиске сроднике Стефана Уроша III, и обнављали снагу Бугарске, а то је била претња и за државне границе Србије.
У августу 1331. године, са својом властелом из Зете, Душан је брзим походом стигао до оца, лако га савладао и заробио. После тога, на државном сабору 8. септембра 1331. Стефан Урош IV Душан је крунисан за краља, а његов затворени отац и бивши владар је умро после два месеца у новембру 1331.
Син бугарске принцезе Теодоре, Стефан Урош IV Душан је одабрао да створи добре односе са бугарским владаром. Зато се оженио, сестром цара Јована Александра, бугарском принцезом Јеленом 1332. Захваљујући и том браку, из кога је рођен око 1336. Будући краљ Урош V и цар Урош II, односи између Србије и Бугарске остали су добри и пријатељски. Пошто је договорио поуздан савез са Бугарском, млади српски владар је почео освајачке нападе на Византију 1332.
Са много нада Дубровчани су дочекали новог српског краља 1331. и отпочели преговоре о Стону и Пељешцу. После мало више од годину дана у јануару 1333. су добили повељу од српског краља о уступању Стона и Пељешаца. Заузврат Дубровник је био обавезан да за њих владару Србије „дарује” одједном 8.000 перпера, а сваке наредне године још по 500 перпера. Од Дубровника добијени новац био је потребан краљу Србије јер су повећани војни трошкови због рата са Византијом. 
Средином 1334. године Стефан Урош IV Душан већ је био освојио градове Прилеп, Охрид, Костур, Струмицу и друге. Тако је скоро завршио освајање Македоније. Порази су приморали византијског цара да затражи мир, који је успостављен у августу 1334. На основу мира са Византијом Србији су признате нове границе. Тада је српски краљ морао да одустане од опсаде Солуна, други по величини град у Византији за Србе је остао трајно неосвојив.
Српски краљ је можда био заинтересован за склапање мира, јер му је јављено да угарска војска спрема напад на Србију. После склапања мира на југу, краљ Стефан Урош IV Душан је покренуо велику српску војску на север. Избегавајући сукоб са главнином српске војске Мађари су напустили Мачву и побегли преко Саве. Овај сукоб се догодио крајем 1334. или 1335. Мачва је остала под влашћу Србије. У нападима од 1339. до 1342. године Мађари су повратили изгубљене територије, али су повремене борбе на северној српско-мађарског граници настављене.
Велику офанзиву против Византије краљ Стефан Урош IV Душан је извршио 1342. и 1343. у савезу са византијским пребегом Јованом VI Кантакузином. Кантакузин се прогласио за цара 1341. године, али је био поражен од намесништва младог Јована V Палеолога. Када је изгубио већину присталица отишао је у Србију и склопио савез са српским краљем у лето 1342. То је олакшало српском краљу да освоји градове: Кроју, Берат, Канину, практично целу Албанију изузев Драча и Валоне, а у грчким областима освојио је Воден, Костур, Хлерин и Мелник. Савез између Душана и Јована Кантакузина није био дуготрајан и распао се у пролеће 1343. године, а Кантакузин је створио нови савез са Турцима Селџуцима из Мале Азије, који су му у више махова помогли.
Српски краљ је наставио самостално да осваја византијске градове, а када је у септембру 1345. године освојио велики град Сер, одлучио је да се прогласи за цара.
На Ускрс 16. априла 1346. године Стефан Урош IV Душан био је свечано крунисан за цара Срба и Грка у Скопљу. Истовремено његов син Стефан Урош V крунисан је за краља Србије. Пошто је крунисање могао да обави само патријарх, то је сабор Душанове државе прво уздигао архиепископа Јоаникија за патријарха, а он је потом обавио крунисање цара, уз присуство патријарха бугарског Симеона, прота и игумана са Свете горе и других црквених и световних угледника. Од тада, само у замисли држава се делила на Царство Срба и Грка, то јест земље са византијским (ромејским) државно-правним наслеђем и Краљевину Србију, то јест земље пре освајања Стефана Уроша II Милутина. У стварности десетогодишњи Урош V није могао ничим управљати, све важније одлуке у држави морао је донети или одобрити цар у договору са најважнијим представницима властеле.
Цар Стефан Урош IV Душан је наставио нападе на југу и освојио је Епир, Акарнанију и Етолију пре краја 1347. Те године на Балкану је почело ширење најпознатије епидемије куге а Душан је са породицом неколико месеци боравио на Светој гори 1347/48. Искористио је смрт од куге управника Тесалије и пре краја 1348. освојио је и ту област. Тако се његово царство простирало до Дунава на северу до Коринтског залива на југу, и од обала Јадранског мора на западу код Дубровника до обала Егејског мора на истоку код Кавале.
На граници са Босном, после неколико година примирја, и преговора обновили су се ратни сукоби. Војска бана Босне Степана II око Божића 1349. упала је у Конавле и пљачкала становнике. Цар је кренуо у октобру 1350. да поврати Захумље и Крајину. Бан се повукао и царева војска прешла је доњи ток Неретве а изгледа да се даље кретала према Крки, тј. поседима сестре Стефана Уроша IV, удовице Јелене Шубић. Вести о немирима у грчким областима одвратиле су цара од даљег боравка на западу. Повлачећи се посетио је Дубровник у новембру 1350. После одласка главнине цареве војске из Захумља и Крајине, бан је обновио власт босанске државе над њима.
Крајем 1350. Душан је дошао пред Солун и преговарао са Јованом VI Кантакузином испред града. У Византији је дошло до потпуног неслагања царева Јована VI Кантакузина и Јован V Палеолога. Зато је и Јован V преговарао са Стефаном Урошем IV Душаном о савезу против Јована VI Кантакузина 1351. и тада пристао да призна Душанову царску титулу.
Турци су 1352. поразили једну грчко-српску војску, а исте године су узели тврђаву Цимпе код Галипоља. Зато је Душан предложио папи да њега именује вођом заједничког похода против Османлија у првој половини 1354. Тада је угарски владар Лајош I извршио напад на Србију средином 1354. уз тврдњу да он води некакав крсташки рат, називајући хришћане у Србији шизматицима. Долазак цара на северну границу, али и појава болести приморали су Мађаре на повлачење. Мачва и Београд су у другој половини 1354. били у власти цара. Следеће 1355. Душан је наредио одредима које је послао сестри Јелени Шубић у Далмацију да сарађују са Млетачком републиком против Угарске и Босне. Душан је годинама преговарао са Млечанима о склапању савеза, требали су му њихови бродови да освоји Солун и Цариград, али савез није склопљен. Цар Стефан Урош IV Душан је изненада умро 20. децембра 1355. године, а Угарска је наставила рат против Венеције и 1358. постала врховни владар Далмације и Дубровника.
Најзначајнији правни документ Душанове владавине у Србији био је Душанов Законик који је проглашен на сабору у Скопљу 1349. године, а допуњен на сабору у Серу 1354. Законик је требало да допуни раније објављене правне акте и законике (Номоканон, или Крмчија Светог Саве, тзв. Јустинијанов законик, Синтагма Матије Властара, међународни уговори и повеље издате лицима и установама у Србији). У неким члановима Душан директно упућује на Законоправило (чланови 6, 8, 11, 101, 109 и 196). Једна трећина Законика је урађена по угледу на одговарајуће прописе византијског права. Велика је сличност чланова 171 и 172 Законика (који прописују независност судства) са деловима из византијског зборника Василике (књига VII, 1, 16-17), које су биле византијска прерада Јустинијановог зборника. Србија је преко Законоправила већ 130 година примењивала римско-византијско право, а Душанов законик је представљао додатно уједначавање правног поретка. Цар Душан је желео да са једне стране Закоником ојача централну власт и учврсти државу, а са друге стране да обузда захтеве српске велике властеле, која се у доба његових освајања прекомерно осилила и својим децентрализмом слабила државну власт. Детаљно су уређена права и обавезе појединих сталежа, као и односи међу сталежима, да би се на тај начин увео ред у држави, али и озаконила правна неједнакост особа које су припадале различитим сталежима (властела, себри). Поред тога, Законик је садржао и прописе брачног права, грађанскоправне и кривичноправне прописе, као и правила судског поступка. С обзиром на ширину области друштвених односа које је уређивао, Законик се може сматрати за устав средњовековне Србије.
Стефан Урош IV Душан био је сигурно један од најзнаменитијих и најуспешнијих српских владара уопште. Он је био тај који је српски народ довео до врхунца моћи и политичке и завојевачке. Занимљив опис Душана дао је познати српски историчар Станоје Станојевић у својој Историји српског народа (1908), пре више од једног века:
"Дубоке политичке мудрости у њега није било, али је он имао природне бистрине да схвати непосредну ситуацију и да је искористи. Осим тога, он је схватао потребу у корист добре организације, мада сам није био добар организатор". 

### Цар Стефан Урош V
Цара Душана наследио је његов син Стефан Урош V. Он је као дете постао млади краљ. Титулу младог краља у Српској држави носили су престолонаследници. Цар Душан му је дао и титулу краља. Стефан Урош IV Душан и Стефан Урош V су истовремено крунисани 16. априла 1346. на сабору у Скопљу. Први за цара, а други за краља. Тако је Урош као десетогодишњак постао очев савладар са широким овлашћењима. Урош је брзо стицао титуле и највише положаје у држави али је мало научио од оца, успешног државника и војсковође. Стари српски летописац је забележио да је цар Урош "красан и наочит, али млад смислом". Стефан Душан запамћен је као Силни, а његов син као Урош Нејаки.
Цар Стефан Урош V (1355—1371) је наследио сувише тежак задатак. Он није био у стању да одржи, а камоли да обједини удвостручено царство. На почетку Урошеве владавине са владарским тежњама огласио се још један члан владарске породице Немањић. Душанов полубрат, деспот Симеон, намесник у Тесалији, је замислио да су његова права на престо већа. Зато је тражио власт у свим српским земљама и прогласио се за цара. Највећи део властеле и царица Јелена на сабору у Скопљу 1357. подржао је Душановог сина, а не полубрата. Симеон није успео ни војнички да се наметне српској властели и потисне законитог цара. Био је поражен, али се одржао као самосталан владар. Са царском титулом Симеон Урош Палеолог (Немањић) је управљао јужним покрајинама, Епиром и Тесалијом од 1359. У време Симеонове побуне, ујак цара Стефана Уроша V, деспот Јован Комнин Асен је одвојио од Српског царства области у Албанији. Тако су створена две државе, то јест два царства, Немањића.
Осећајући да више нема енергичног и предузимљивог владара, великаши су почели да самостално иступају и у другим деловима Царства. Прво је кнез Војислав Војиновић образовао велику самосталну феудалну област која се простирала од Рудника до мора. Војислав Војиновић није иступао против младог цара лично, али је самовољно заратио са Дубровником. После изненадне смрти Војислава Војиновића 1363. осилили су се обласни господари у Македонији, Вукашин и Угљеша Мрњавчевићи. Угљеши Мрњавчевићу, који је управљао Серском облашћу, цар је дао титулу деспота, а његовог старијег брата Вукашина Стефан Урош V је још више уздигао. Дао му је титулу краља око августа 1365. Као краљ, Вукашин је постао царев савладар. Цар Стефан Урош V и краљ Вукашин ковали су заједнички новац, слали заједнички посланике, и заједно су сликани.

#### Дворске службе
У Феудалној Србији јачањем владареве власти и његових управних функција умножавао се и разгранавао дворски апарат па се сходно томе и јављају многа дворска звања.У 12. и 13. веку није прављена разлика између дворског особља па се једино помиње звање тепчија. Звање тепчије или великог тепчије помиње се врећ у првој половини 13. века и сматра се да је тепчија био управник двора, придржаваоц владаревог скиптра с тим што је служба придржавања скиптра била везана за старешину телесне страже владара. У Дечанској хрисовуљи се спомињу дворска звања казнац, тепчија, војвода, слуга и ставилац. Казнац је био скупљач пореза велики казнац или касије протовестијар управљао је владаревим финансијама и ту титулу у време цара Душана носио је Никола Бућа који је и учествовао у битци на Велбужду.Војводе су командовале војском као владаочеви заступници. Врло вероватно због не покоравања властеле војводи односно великом војводи као владаочевом заменику на бојном пољу у Душанов законик унета је наредба да се војводе у царевом одсуству са бојног поља морају слушати исто као владар.Кантакузевн прича да је српском војском током опсаде Сера 1342 заповедало двадесет племића.Слуга или велики слуга био је старешина над пехарницима а ставилац над хлебарима.За време Душанове власти повећао се број дворских звања нарочито титула византијског порекла после проглашења царства. На чело дворске канцеларије стао је још за време Стефана Дечанског логотет или велики логотет који је састављао царске повеље и писма које су преписивали дијаци. Прогласивши царство Душан је увео и разделио својим рођацима и највишој властели у освојеним крајевима византијске дворске титуле као што су деспот, севастократор, ћесар. Оне нису означавале службу на функцију већ само почаст и ранг. Поред ових на царском двору се помињу и титуле као што су севаст и протосеваст ттј титуле за заслуге, енохијар тј подрумар или пехарник, лагатор тј властелин који се бринуо о коњичкој служби. За време Душана двор је сачињавао хијерархију од 70 титула. За време деспотовине иако централана власт јача број титула се смањује а византијске титуле се губе. Поред војвода и великих војвода дворска звања били су челници и велики челници. Константин Философ наводи да је деспот Стефан Лазаревић двор поделио на три службе старешине унутрашњих послова, телесна стража, чиновници за спољашње послове. 

### Распад Српског царства
Савладарство није ојачало централну власт. Цар Урош V није имао ни снаге ни мудрости да се супротстави Мрњавчевићима и наметне обласним господарима. У последњим годинама његове владавине Српско царство је било сасвим разједињено, а цар без власти. Цар Стефан Урош V није имао деце и допустио је да Вукашинов најстарији син Марко буде проглашен за младог краља, односно краљевића. Према томе, Мрњавчевићи су се наметали као нов владарски род. Истовремено, савладари су се постепено разилазили, краљ Вукашин постао је све моћнији и цар му није више био потребан. Он је без цара издавао повеље и склапао међународне уговоре. Најмоћнија породица Мрњавчевића се од 1366. одвојила од цара. Вукашин Мрњавчевић из Прилепа и Угљеша из Сера сложно су управљали Македонијом. Насупрот Мрњавчевићима неколико представника српске властеле у Рашкој и Зети признавало је врховну власт цара Уроша V. То су били Лазар Хребељановић који је управљао Поморављем, Вук Бранковић на Косову, Никола Алтомановић на Златибору и Руднику и браћа Балшићи у Зети. Наследник Војислава Војиновића, жупан Никола Алтомановић и кнез Лазар покушали да на своју страну придобију неодлучног цара Стефана Уроша V и смање утицај и моћ Мрњавчевића. Народно предање је лукавог Вукашина осудило као насилника који је бесправно узео краљевску титулу и чак убио цара. Ипак, Вукашин је царевом вољом постао краљ и савладар, а убијен је 26. септембра 1371. пре смрти цара. Стефан Урош V је умро 4. 11. 1371.

### Битка на Марици и нестанак државе Немањића
Подељена Српска царевина је чекала одлучујући сукоб са Османлијским царством. Од средине 14. века Османлије су освајали на тлу Европе и постали сила која ће вековима одлучивати о судбини балканских народа. У то време ретко ко је могао да помисли да ће се Османлије зауставити тек под зидинама Беча.
Серска област деспота Угљеше била је прва изложена нападима Османлија. Он је неколико година ратовао против њих, а онда средином 1371. Мрњавчевићи су сазнали да Турци спремају велики напад. Браћа краљ Вукашин и деспот Угљеша су сакупили своју српско-грчку војску и кренули да ван граница својих земаља одлучном битком поразе Османлија и једном за свагда их врате у Анадолију. Према старцу Исаији они су водили до 60.000 ратника, али број је свакако претеран. Исти извор бележи да су браћа погинула, а са њима и много њихових војника. Према касније забележеном народном предању, под окриљем ноћи, између 25. и 26. септембра 1371. године (по старом календару), Турци су извели препад на неопрезну српску војску и потукли је до ногу.
Страховита Маричка битка била је праћена дуготрајним пљачкашким упадима, победом охрабрених Турака. У време тих пљачки и уништавања умро је цар Стефан Урош V. Са његовим нестанком нестало је Српског царства. Погибијом владара краља Вукашина и деспота Угљеше Мрњавчевића Србију је захватило безвлашће, страх и паника. Маричка битка се поклопила са пропашћу Српског царства, али се страх од Турака проширио и изван граница Србије. До тада Србија је била водећа војна сила на Балкану. После Маричке битке владари Трновске Бугарске и Византије признали су да су вазали султана, владара победничке војске 1371.
Далеко на југу у Тесалији до око 1373. владала су још два цара из породице Немањић. То су били Симеон Урош и Јован Урош Дука Палеолог Немањић, али они су више истицали своје грчко порекло и више припадају грчкој, него српској историји. Симеонов син Јован Урош Дука Палеолог се вероватно 1373. замонашио и живео до 1422/23. Са његовом смрћу изумрла је мушка линија наследника Стефана Немање I.

## Средњовековна Србија после Немањића
После смрти оца Вукашина Мрњавчевића краљ је постао његов син Марко Краљевић (1371—1395) Србија се поново може сматрати краљевином, али краљ Марко није могао да спречи обласне господаре да му узму две Душанове престонице Призрен и Скопље и убрзо је постао безначајни краљ Срба и Грка који је власт имао само на подручју Прилепа у западној Македонији. Остали обласни господари у Краљевини Србији браћа Јован и Константин Дејановићи (Драгаши), Ђурађ Балшић, Вук Бранковић, Никола Алтомановић, Лазар Хребељановић и други су се понашали као самостални владари. Краља Марка Мрњавчевића ниједан српски великаш није хтео да призна за врховног господара.
После неколико година, Твртко I Котроманић је закључио да турски вазал који влада око Прилепа није стварни краљ а да он као потомак Стефана Драгутина Немањића треба да обнови „земљу својих прародитеља”. Стефан Твртко I се крунисао за краља Срба и Босне 1377. Од тада Котроманићи су наглашавали да су краљеви Срба и Босне, а поред свог личног имена носили су и владарско име Стефан. Тако су постојала истовремено два српска краља до смрти Марка Мрњавчевића, али је значај средишње српске државе постепено преузимала област кнеза Лазара, које се после у Српску деспотовину (1402) и задржала значај средишње државе Срба до краја средњег века, то јест до припајања Османлијском царству 1459.

### Кнез Лазар
Због турских напада средиште српске државе се од пропасти Српског царства 1371. померило на север у област слива три Мораве. Од крунисања Вукашина Мрњавчевића 1365. године, на том подручју је кнез Лазар Хребељановић ширио своју феудалну област. Мудрим и далековидим државничким потезима, кнез Лазар се брзо издигао изнад других великаша и наметнуо као наследник Немањића. Велики углед је стекао када је помирио српску и цариградску цркву, чиме је српском верском поглавару коначно призната титула патријарха. После победе над Николом Алтомановићем (1373), у чему му је помогао босански краљ Твртко, кнез Лазар је проширио своју непосредну власт на Рудник и Златибор. Касније, 1379. године, припојио је и област Кучева и Браничева које су припадале Радичу Бранковићу. У свом највећем обиму, област кнеза Лазара се простирала од изворишта Јужне Мораве до Дунава, Саве и Дрине. Господарио је целим Поморављем, с градовима Нишом, Крушевцем (престоница), Ужицем и рударским средиштима Новим Брдом и Рудником.  Поред Лазара, највећи српски великаши су били његови зетови Вук Бранковић, господар Косова и Скопља и Ђурађ Балшић у Зети. Обојица су ковали новац са својим ликовима, што је говорило о њиховој потпуно самосталној власти. Кнез Лазар није имао ни довољно моћи, ни довољно времена да их потчини, и на тај начин, уједини српску државу. Све његове државотворне напоре зауставили су Турци.
На Лазареву област први пут су напали 1381. године, десет година после Маричке битке. Тада су их на Дубравници код Параћина потукли властелини Цреп и Витомир. Касније су Турци заузели Ниш (1386), али их је Лазар сачекао и сузбио код Плочника. После сусрета код Плочника, кнезу Лазару је постало јасно да се за њега приближава време одлучне битке.

### Косовска битка
Битка се дуго и пажљиво припремала на обе стране. Колики значај је имала за Србе говори то што је уз војску из Моравске кнежевине Лазара био и његов зет Вук Бранковић са својом војском. Поред тога и краљ Стефан Твртко I послао је свог вероватно најспособнијег војсковођу војводу Влатка Вуковића са војском у помоћ Лазару. Са друге стране султан је водио своје синове и најбоље војсковође. За поприште су одредили Косовско поље код Приштине. Бој је започео у видовданско јутро, у уторак 15. јуна 1389. године (28. јуна по новом календару).  Нема поузданих података о броју војника који су се борили на страни кнеза Лазара и султана Мурата. Постоје процене да је у српској војсци било 15.000 до 20.000 војника, а османлијској око 30.000 војника. Ако се као одредница узме Муратово турбе, коњице су се сукобиле негде близу састава Лаба и Ситнице. Изгледа да су у почетку Срби имали видног успеха. Претпоставља се да је Вук Бранковић, који је заповедао десним крилом, разбио одреде Муратовог сина Јакуба.
Тада су се догодиле две погибије које су учиниле да Косовска битка засени већу и судбоноснију Маричку битку. Изгледа да је прво главу изгубио султан Мурат I. Кнез Лазар је био битку у центру и вероватно се из тог дела војске одвојила група витезова у којој је био племић Милош и кренула према заповеднику османлијске војске. Није јасно да ли су се српски витезови пробили уз борбу, како то пише у оновременој преписци Фиренце са Стефаном Твртком I, или се један од њих претварао да се предаје како то говори касније предање. Извесно је да се Милош појавио пред султаном наоружан и убио га. То је једини случај у историји ратова Османлија у Европи од Цариград до Беча да је султан био убијен на бојном пољу.
После Муратове смрти настала је збрка у којој се најбоље снашао султанов други син Бајазит I Јилдирим. Наредио је да се прикрије султанова смрт, а позвао је и погубио брата Јакуба као могућег претендента на престо. Можда је сабрао све турске снаге, учинио одлучни јуриш и преокренуо ситуацију на бојишту, а можда је само имао среће да у скоро изгубљеној битки зароби заповедника српске војске. Бајазит је заробио кнеза Лазара и одмах наредио да га убију. Међу племићима који су избегли смрти, налазили су се Влатко Вуковић и Вук Бранковић. Народно предање је потоњег осудило за издају и договор с Турцима, а Ћоровић је дао уверљиво објашњење о настанку тог неистинитог предања.
Смрт султана Мурата I и чињеница да су се Турци брзо повукли са Косова, створили су утисак да су Срби изашли из битке као победници. У Европи су се појавили они који су славили хришћанску победу. Још више у прилог мишљењу да је српска војска победила на Косову на Видовдан 15.6.1389. говори то што после битке Османлије нису поступале као после победе на Марици 1371. то јест није било никаквих вести да су они после Косовског боја пљачкали српске земље и изгледа да су били свесни да су војнички поражени. Ипак, Косовска битка је била пирова победа. Последице битке су биле поразне по Србе. Изгубили су цвет свог племства и велики део војске. Зато је могуће да се Косовски бој опише као победа Срба, али и као њихов пораз и бескрајно се о томе расправља.
Погибијом кнеза Лазара, који је једини покушавао да заустави процес распадања српске државе, земља је доведена на ивицу катастрофе. Прави исход Косовског боја можда никада неће бити расветљен због оскудности и неусаглашености савремених извора и брзо створене легенде којој су већ у 15. веку подлегли потоњи хроничари. Какав год да је био, предање га је прихватило као пораз, што је потпуно разумљиво ако се сагледа у светлу изгубљене слободе, грчевите борбе за последње остатке државе и почетка непрегледног низа безнадних сеоба. Србија није пропала на Косову, али је ова кључна битка окренула њен историјски развитак у другом правцу.
Косовска битка и Лазарев избор Царства небеског прерасле су у легенду коју је народна традиција судбински везала за српског човека развивши колективно осећање одговорности и уздигнувши га на висину моралне обавезе окајања греха, не молитвом, него свесном борбом.
Симбол Косова се временом обликовао у посебну етику, која је, уз православну цркву као основног носиоца, често била једини елемент свести заједништва, обележје припадности једном народу дуго расутом по околним царствима. Постао је симбол отпора туђој религији и култури, које су се упорно и систематски трудиле да Србе потчине, прогутају и претопе, пре свега духовно, уништавајући све што би их подсећало на њихову постојбину и национални идентитет.
Косовски мит је у току протеклих векова био толико чврсто усађен у народну свест, да је постао основно и трајно обележје једног менталитета, и како се показало, неугасиво надахнуће, страховит унутрашњи набој у свим ослободилачким покретима, устанцима и ратовима, нарочито у 14. и 15. веку.

### Српска деспотовина
После Косовске битке, на обезглављену Србију је напала и Угарска, зато је кнегиња Милица, уз саветовање са патријархом и сабором, донела одлуку да се од султана Бајазита I тражи војна помоћ против краља Сигисмунда и Угара, али и да се султан призна као врховни господар Моравске кнежевине. Малолетни наследник кнеза Лазара, Стефан Лазаревић је морао у име Моравске кнежевине прихватити вазалне обавезе према султану. Србија је као вазална област слала султану помоћне одреде у ратовима и свакако некакво годишње новчано давање. У таквом вазалном положају је постојала скоро 70 година. Тако је делимично сачувала своју самоуправу у унутрашњим питањима, а повремено је покушавала водити и самосталну спољну политику.
Кнез Стефан Лазаревић је био један од вазала Бајазита I у сукобу код Анкаре, када су Монголи победили Турке и заробили султана 1402. Од 1402. године до 1459. године Србија којом су владали српски деспоти зове се Српска деспотовина. 
Враћајући се после битке код Анкаре кроз Цариград у Европу, син кнеза Лазара, Стефан Лазаревић, добио је титулу деспота од византијског цара. На повратку је дошло на Косову пољу до битке у којој су на једној страни били Стефан и Вук Лазаревић, а против њих Ђурађ Бранковић и Турци. Ову битку и ону од пре 13 година неки учесници и сведоци су у својим причама спојили.
Деспот Стефан Лазаревић је успео да добије Београд и Мачву од мађарског краља Сигисмунда 1403. године, али је морао постати краљев вазал. Богати рудници сребра и стални прилив становника у државу деспота Стефана Лазаревића омогућили су опоравак Србије после пропасти на Косову. Београд је постао престоница деспота, који је у град населио најбогатије људе и трговце.
За време владавине деспота Стефана Лазаревића Србија доживљава препород. Развија се војно, политички и економски, а територијално се шири. Култура у њој била је за пример. Деспот Стефан је упамћен као витез, али и песник. Његова најпознатија песма је Слово љубве (Реч о љубави).
Деспотовина је значајно проширена када је Балша III пред смрт. дошао на двор ујака Стефана Лазаревића и оставио му Зету у наслеђе у априлу 1421. После неколико година, Стефан је на сабору у Сребреници (на Руднику) за наследника одредио сестрића Ђурђа Бранковића, а умро је код Крагујевца 19. јула 1427.
Владавина Ђурђа Бранковића, сина Вука Бранковића, почела је смањењем Српске деспотовине. У време сахране Стефана Лазаревића, султан Мурат II напао је и освојио Крушевац. Угарски краљ је Ђурђу одузео и престоницу Београд 1427. Ипак, Србија је остала довољно јака да сачува свој двоструко вазални положај. 
Деспот Ђурађ Бранковић (1427—1456) искористио је своје дипломатско умеће и ојачао везе са Угарском. 
Велико богатство је употребио за изградњу Смедеревске тврђаве 1428-30. на обали Дунава, која је постала нова престоница. Нови главни град Србије био је добро утврђен, али морао се предати Османлијама већ у августу 1439. Вазални положај Србије више није био сигуран, а после смрти деспота Стефана Лазаревића, султан Мурат II намеравао је да потпуно припоји Србију Османлијском султанату. Деспот Ђурађ није успео да се одбрани од напада Османлија и морао је напустити Смедерево 1439. и Српску деспотовину, а Ново Брдо се бранило до средине 1441. Захваљујући богатству које је имао и великој војсци коју је окупио Ђурађ је приморао Мурата II да му врати Српску деспотовину 1444. После смрти Ђурђа Бранковића у децембру 1456. деспот је постао његов најмлађи син Лазар, али је и он убрзо умро у јануару 1458. Покушај да се Степан Томашевић Котроманић постави за последњег деспота женидбом са Лазаревом кћерком није продужио живот Српске деспотовине, а Мехмед је освојио Смедерево и Српску деспотовину у јуну 1459.
Србија је током средњег века преузела римско-византијску цивилизацију, културу и право. Процењује се да је српски град Ново Брдо (са предграђима), који се налазио југоисточно од Приштине, имао 8.000 до 10.000 становника у 15. веку, а у исто време Лондон је имао око 30.000 становника. У то време су 99% становника на Косову били Срби. Рудник сребра и злата код Новог Брда је тада снабдевао 20% европских потреба за племенитим металима, а после припајања Сребренице тај удео је порастао на 35% Смедерево, град близу Београда, је био главни град Србије пре пада под Османско царство. Данас је у Смедереву највећа очувана тврђава на равници у Европи.

## Извори и литература